# AGM-88 HARM
AGM-88 HARM je řízená střela vzduch-země určená k ničení radiolokátorů, které jsou součástí systémů protivzdušné obrany. Tuto střelu středního dosahu vyvinula a vyrábí americká společnost Texas Instruments.
Střelu mohou nést americká letadla EA-6B, F/A-18 Hornet, F/A-18E/F Super Hornet, F-16CJ a F-15E. AGM-88 je také součástí výzbroje německých a italských letadel Tornado IDS/ECR, přičemž v budoucnu by měla být integrována i do stealth stíhaček F-35. K použití řízené střely AGM-88 HARM byly v druhé polovině roku 2022 adaptovány i letouny MiG-29 ukrajinského vojenského letectva.

## Vznik a vývoj
Úvodní studie ohledně vývoje nové protiradarové střely začaly v roce 1972, kdy bylo zjevné, že na působení proti sovětským systémům protivzdušné obrany budou potřeba výkonnější rakety než ty, které byly v té době ve výzbroji amerických letadel. V roce 1974 uzavřelo americké námořnictvo smlouvu o vývoji nových střel se společností Texas Instruments. První verze AGM-88 HARM (A/B) byly odvozeny z tehdejších protiradarových střel - AGM-45 Shrike a AGM-78 Standard ARM. Kombinovaly nejžádanější funkce každé z nich, přičemž poskytovaly další vlastnosti, které zvýšily jejich provozní efektivitu. Celkové náklady na vývoj střely dosáhly 644,5 milionu dolarů.
Hromadná výroba raket AGM-88 byla schválena v březnu 1983, přičemž jich bylo dodnes vyrobeno více než 23 000 kusů. Jednotková cena nejnovější verze AGM-88E je 994 000 dolarů. Americké letectvo jako první těmito střelami vybavilo letadla F-4G. Raketa vznikla jako společný projekt amerického letectva a amerického námořnictva, ale jsou jí vyzbrojeny i stíhačky námořní pěchoty.
K prvnímu bojovému nasazení došlo v roce 1986 v Libyi při náletu na Tripolis a Benghází. Rakety dokázaly úspěšně potlačit sovětské systémy S-75 Dvina, S-125 Něva a S-200. Během války v Zálivu v roce 1991 bylo odpáleno více než 2 000 těchto raket proti iráckým radarovým systémům.

## Konstrukce a vlastnosti
I když AGM-88 HARM a AGM-45 Shrike sdílejí základní podobnost z hlediska vzhledu a určení, AGM-88 je o více než metr delší než AGM-45 a má mírně větší průměr. Střela je dlouhá 4,17 m a má průměr 25,4 cm. Rychlost má 2 Machy a její dolet je 150 km. Celková hmotnost rakety je 361 kg, přičemž její bojová část váží 68 kg.
Může být nesena několika typy letadel na závěsníky LAU-118 (V) 1/A. Ještě před vypuštěním dostane raketa souřadnice cíle od mateřského letadla. Tyto parametry využívá v počáteční fázi letu a později vyhledává požadovaný cíl prostřednictvím pasivního nebo aktivního radarového systému.

## Uživatelé

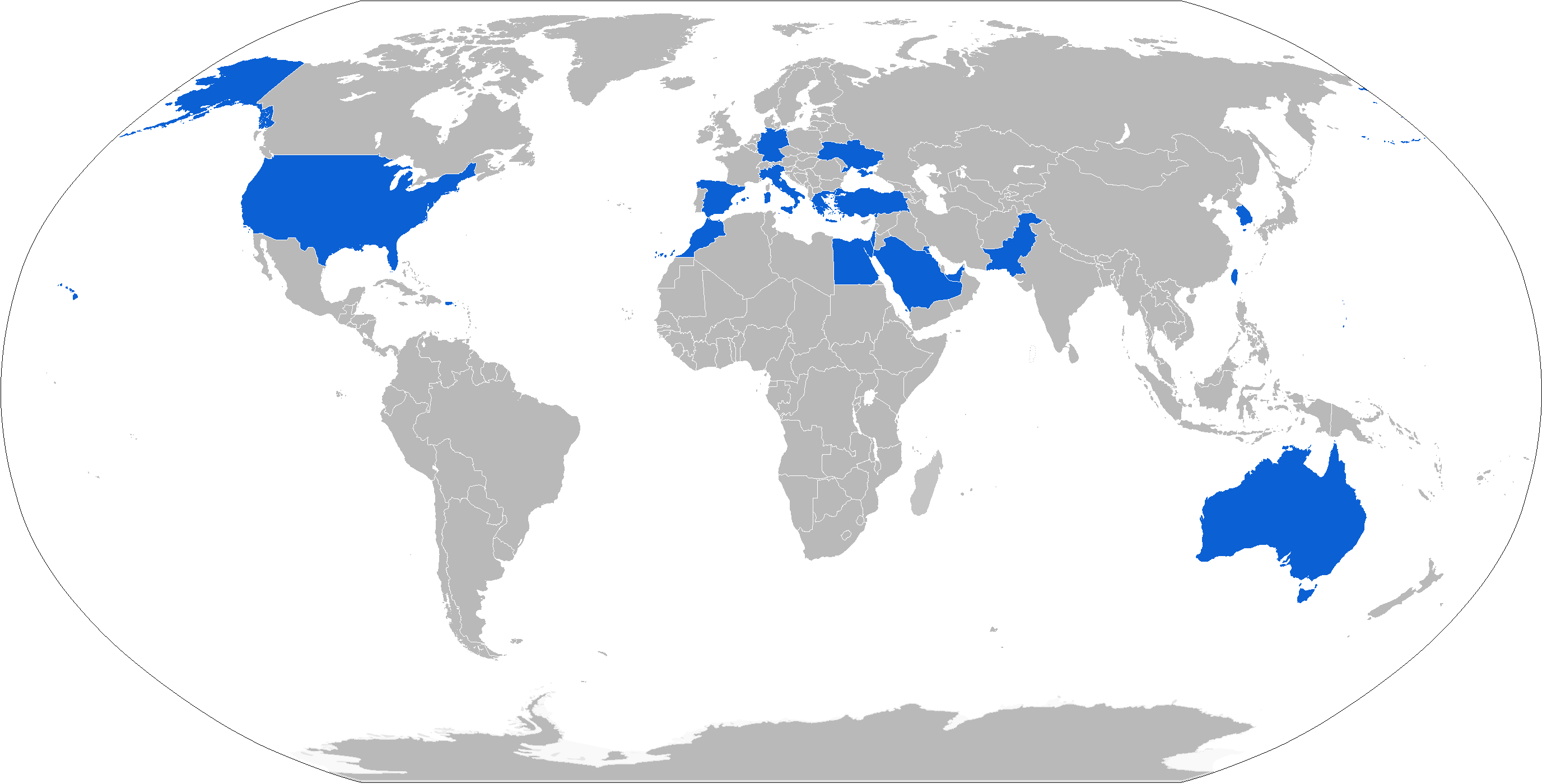
Přehled uživatelů

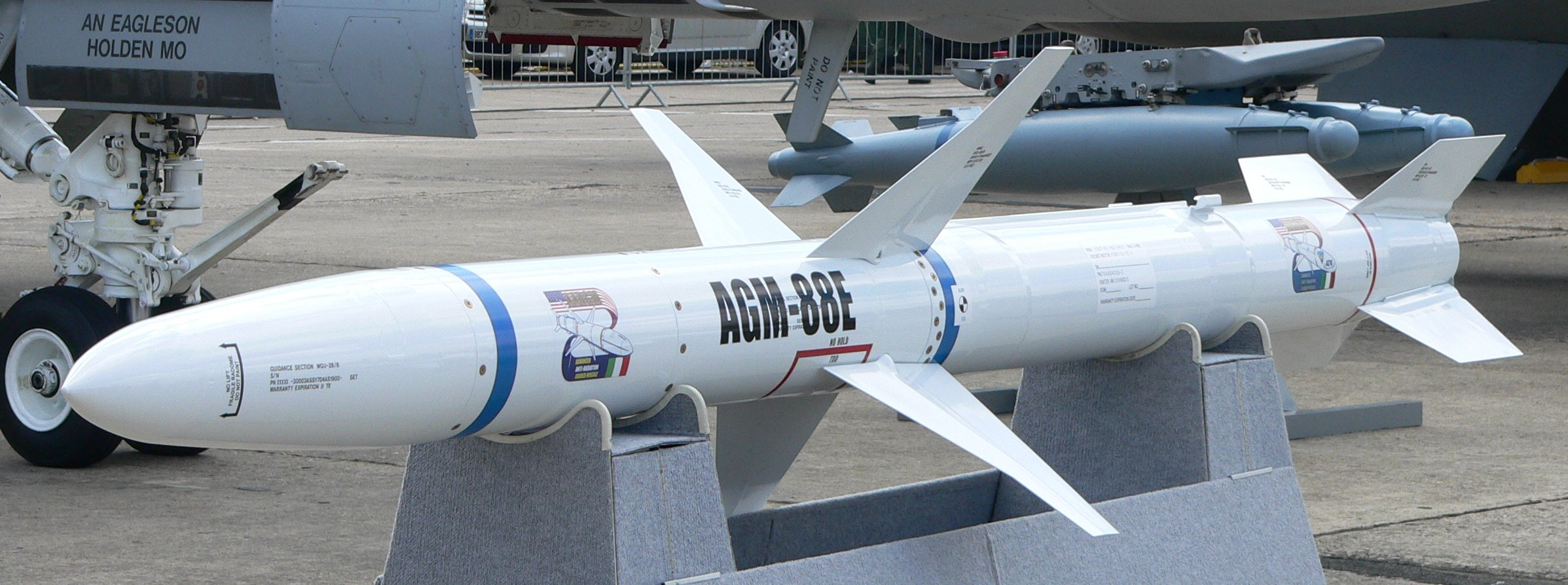
AGM-88E HARM

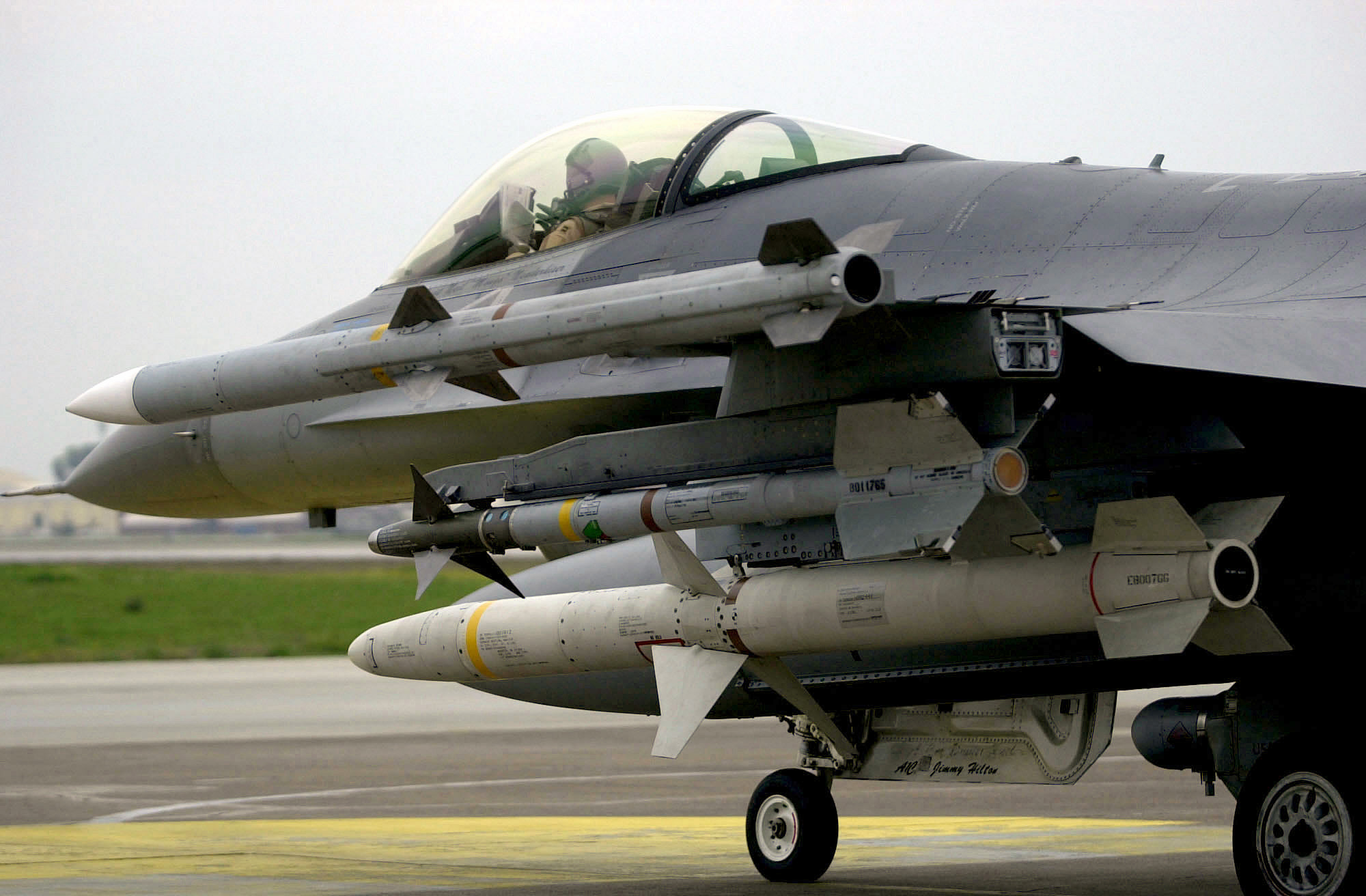
AIM-120 (vlevo), AIM-9 (uprostřed) a AGM-88 (vpravo) na stíhačce F-16C

Austrálie
Royal Australian Air Force
 Egypt
Egyptské letectvo
 Německo
Luftwaffe
 Řecko
Řecké letectvo
 Izrael
Izraelské vojenské letectvo
 Jižní Korea
Letectvo Korejské republiky
 Kuvajt
Kuvajtské letectvo
 Maroko
Marocké královské letectvo
 Saúdská Arábie
Saúdské královské letectvo
 Španělsko
Španělské letectvo
 Tchaj-wan
Letectvo Čínské republiky
 Itálie
Aeronautica Militare
 Turecko
Turecké letectvo
 Ukrajina
Ukrajinské letectvo
 USA
United States Air Force
United States Navy
United States Marine Corps